# Flemming Steen Munch
Flemming Steen Munch (født 1947) er en dansk vicepolitiinspektør, informationschef ved Københavns Politi og politiker, medlem af Københavns Borgerrepræsentation for Venstre siden 2009.
Flemming Steen Munch blev ansat i politiet i 1972. Han kom fra en stilling som oversergent ved Jyske Trænregiment. Han startede i politiet på Station 4 og Station Amager. Herfra kom han til Københavns Færdselspoliti som motorcyklist og tre år senere til det daværende Tilsynet med Udlændinge og efterfølgende til kriminalpolitet i Hvidovre. Tilbage på Station 4 i 1978 blev han valgt som fællestillidsmand og kort efter som næstformand i Københavns Politiforening, hvor han samtidig indtrådte i Politiforbundets hovedbestyrelse. Fra 1986 – 1993 var han formand for Københavns Politiforening og derefter i 3 år redaktør af fagbladet Dansk Politi. Han er i dag (2009) informationschef i Københavns Politi og redaktør af Politihistorisk selskabs årsskrift.
Munch blev i 2009 medlem af Borgerrepræsentationen. 